# Пекаличи
Пекаличи (бел. Пякалічы) — деревня в Щедринском сельсовете Жлобинского района Гомельской области Белоруссии.

## География
В 44 км на запад от Жлобина, 21 км от железнодорожной станции Красный Берег (на линии Бобруйск — Гомель), 135 км от Гомеля.
На севере мелиоративный канал.

## История
По письменным источникам известна с XIX века как деревня в Степовской волости Бобруйского уезда Минской губернии. 
В 1858 году в деревне на земеле принадлежащей помещику Игнатию Станиславовичу Прушановскому проживало 7 семей крестьянского сословия.
В 1864-м году в Пекаличах находилась Николаевская деревянная кладбищенская церковь построенная Иосифом Нолькиным и относящаяся к Благовещенскому приходу села Королева слобода.
В 1867 году 2.688 десятин земли в Пекаличах принадлежало титулярному советнику Владимиру Дмитриевичу Захарову, а 1278 десятин и одна корчма – представительнице шляхты Иозефе Игнатьевне Скорино. Согласно переписи 1897 года находились часовня, хлебозапасный магазин.
В 1930 году организован колхоз «Красная Смена», работала кузница. На фронтах Великой Отечественной войны погибли 35 жителей. Освобождена 27 июня 1944 года. В результате пожара 31 мая 1945 года сгорели 28 жилых строений, 31 хлев и 3 амбара. Согласно переписи 1959 года в составе колхоза имени К. Я. Ворошилова (центр — деревня Щедрин).

## Население

### Численность
- 2004 год — 41 хозяйство, 66 жителей.
- 2009 год — 40 жителей.

### Динамика
- 1795 год — 24 двора, 139 жителей, 65 мужчин
- 1885 год — 22 двора, 225 жителей.
- 1897 год — 55 дворов, 412 жителей (согласно переписи).
- 1925 год — 107 дворов.
- 1959 год — 543 жителя (согласно переписи).
- 2004 год — 41 хозяйство, 66 жителей.
- 2009 год — 40 жителей.

## Транспортная сеть
Транспортные связи по просёлочной, а затем автомобильной дороге Бобруйск — Гомель. Планировка состоит из двух прямолинейных, соединённых переулком улиц, ориентированных с юго-запада на северо-восток. Застройка двусторонняя, деревянная, усадебного типа.

## Известные уроженцы
- Петухов, Александр Прохорович — Герой Социалистического Труда.